# Jean-Marie Curtil
 (août 2012).
 (août 2012).
- Si vous ne connaissez pas le sujet, laissez ce bandeau (vous pouvez alors contacter les auteurs).
- Si vous supprimez le contenu mis en cause (vous pouvez préalablement contacter les auteurs),

argumentez précisément cette suppression dans la page de discussion
(un manque de référence n'est pas un argument ; une recherche réelle de référence doit avoir été effectuée, être formellement documentée).

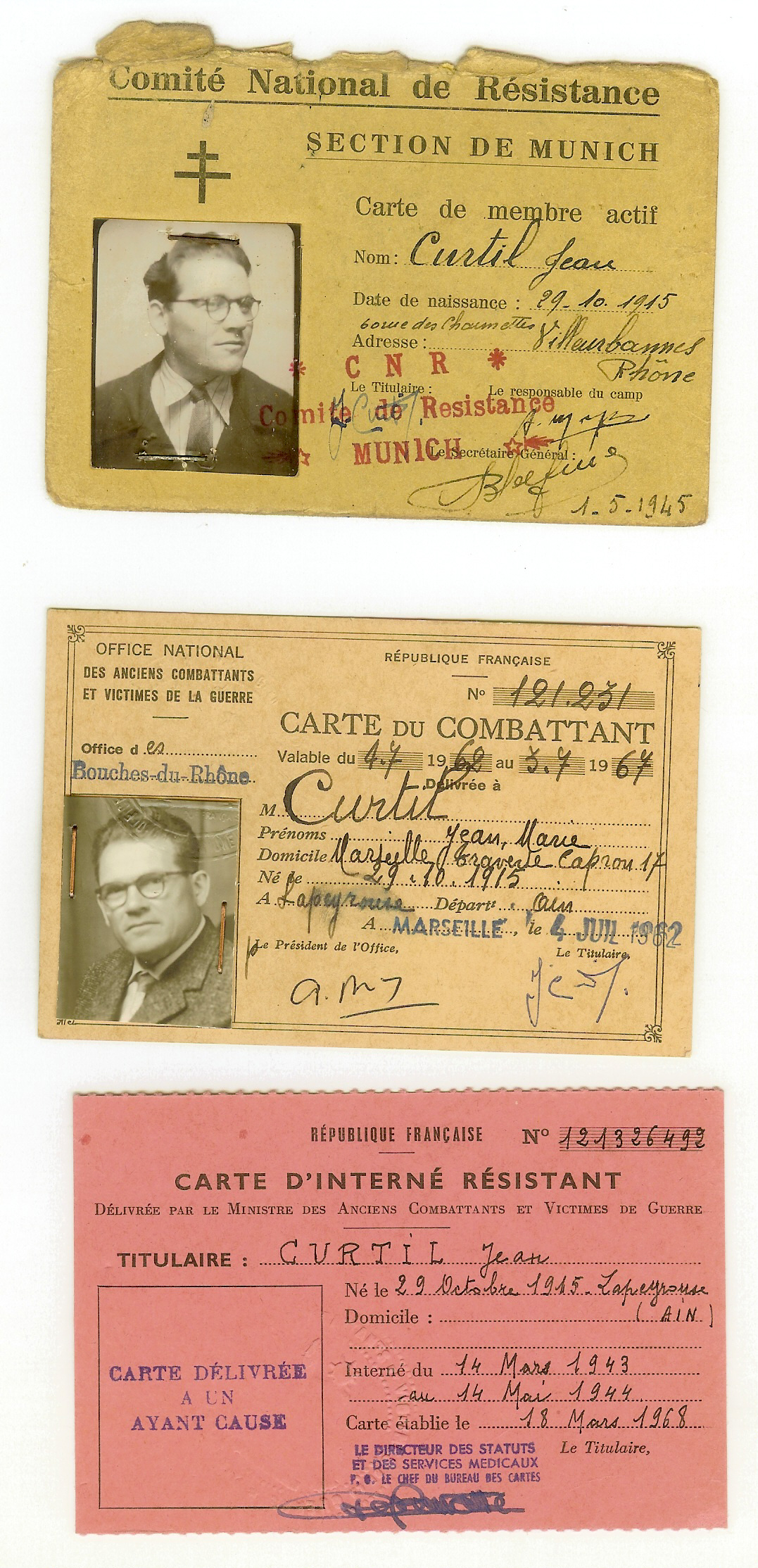
Jean Curtil

Jean-Marie Curtil, dit Jean, né le 29 octobre 1915 à Lapeyrouse dans l'Ain et décédé le 23 novembre 1965 à Marseille, ébéniste de formation, fut agent de liaison pour l’Armée secrète à Polliat (Ain, France) de juin 1942  à mars 1943. Le 12-14 mars 1943, il effectue une mission de liaison pour le groupe Libération-Sud par l'entremise de Roger Morandat. À la suite de cette mission, il fut arrêté ainsi que nombre de camarades (dont Raymond Aubrac, Serge Ravanel, Maurice Kriegel-Valrimont, Raymond Hégo, François Morin-Forestier, Paulette et Roger Morandat, etc.). 

## Éléments biographiques
Ces éléments sont principalement issus du Service historique de la Défense (côte GR 16 P /153247- CURTIL/DIR) et des archives privées Curtil :
- 1932 ou 1933 : la famille Curtil s’installe à Polliat (Ain) où, Antoine Curtil (père) obtient le poste de garde barrière. Il est à noter que la famille Morandat est issue du même village.
- 1928-1934 : école de Carriat à Bourg-en-Bresse où Jean-Marie Curtil obtient les brevets de charron-menuisier-ébéniste.
- 15 avril 1936 au 15 avril 1938 : service militaire, chef de bataillon Warringen, 16e Bataillon des Chasseurs à pied.
- 26 avril 1939 au 17 juillet 1940[4] : 19e Bataillon des Chasseurs à Pied (campagne de Norvège[5]).
- Entre juin 1940 et mars 1943 : ébéniste :
  - Il enseigne son métier à l’école dite du Bacchu (EAS, place du 11 novembre, Lyon) ;
  - Ébéniste à Lyon dans la maison de meubles d’un dénommé Lambert (d’après le rapport de la Section Spéciale de Lyon);
- Du 8 juin 1942 au 12 mars 1943 : agent de liaison pour l’A.S. Polliat (Ain) dont le chef était alors Henri Morandat[6]. On lui reconnaît les activités suivantes[7] :
  - Agent de liaison avec les groupes voisins ;
  - Propagande et diffusion ;
  - Instruction sur l’armement ;
  - Transport d’armes.

## Chronologie des évènements ayant conduit à son arrestation
La chronologie est issue des fonds déposés aux Archives départementales du Rhône :

### 12 mars 1943
Jean-Marie Curtil est mis en contact par Roger Morandat avec deux résistants, soit Serge Ravanel (alias Asher ou Pressencé) et Alfred Malleret Joinville. Il a rendez-vous avec eux place Bellecour à Lyon. Ces derniers lui présentent un dénommé Gaillard avec lequel il devra se rendre à Chambéry.  Il prend donc le Paris-Modane en compagnie Maurice Kriegel-Valrimont (alias Gaillard ou Gayet ou Maurice Fouquet) qui lui fournira une fausse carte d’identité au nom de Destuel, non tamponnée et sans photo (Jean-Marie Curtil étant réfractaire au Service du travail obligatoire).  Les deux hommes voyagent séparément.  Curtil profite d'un arrêt pour coller une photographie sur sa nouvelle carte d'identité. Arrivé à Chambéry, Maurice Kriegel Valrimont le conduit pour la nuit chez Stephens (architecte) qui le cache chez son employé, Vidal. M. Kriegel-Valrimont, quant à lui, passe la nuit chez Stephens.
Le lendemain, les deux hommes ont rendez-vous dans une rue de Chambéry où  il est remis à Jean-Marie Curtil, une enveloppe avec 4 plis avec des adresses écrites en clair. Il s’agit donc pour lui de les remettre dans les boîtes aux lettres indiquées à Lyon. 

### 13 mars 1943
Jean-Marie Curtil reprend le Modane-Paris avec l'ordre de reprendre contact, à son arrivée, avec Roger Morandat.
Dans la nuit du 13 au 14 mars 1943, le Paris-Modane fait un arrêt à Bourg-en-Bresse (23 h 35). Jean-Marie Curtil descend et s’installe dans la salle d’attente des 1re classe. A-t-il rendez-vous ? Veut-il éviter d’arriver à Lyon de nuit pendant le couvre-feu, sachant que les contrôles y sont plus sévères ? Envisage-t-il donc de prendre un train plus tard pour Lyon (7 h) et de passer la nuit à Bourg ? D'après le rapport du procureur de la République à Lyon, Ducasse, en date du 30 mars 1943, il avait reçu l'ordre de reprendre contact avec un « dénommé Morandat ». La femme de Roger Morandat, a avoué, lors de son arrestation, que « Pressencé » (pseudonyme de Serge Ravanel) était venu, le 14 mars, remettre, à son mari, une enveloppe portant comme seule mention « Ain » et avait demandé à son mari de faire la liaison entre Bourg et Lyon.

### 14 mars 1943[12]
Quoi qu’il en soit, il est contrôlé par deux gendarmes, Andrieu et Matray. Ceux-ci trouvant sa carte suspecte, lui mettent les menottes et le conduisent à la gendarmerie.  Fouillé, quatre plis sont alors découverts dans ses chaussettes ainsi qu'un rapport sur la situation en Savoie. Il est transféré, le lendemain, à Lyon.  

### 15 mars 1943
À la suite de son arrestation, les descentes de police s’ensuivent, le 15 mars 1943, aux adresses indiquées sur les enveloppes : Biard, 7 rue de l'Hôtel-de-Ville ; Billon, 7 rue des Feuillants ; Grollier, 64 rie Sala et Balzac, 59 rue de L'Hôtel-de-Ville.  

### 12 octobre 1943[16]
Condamnation, par la Section Spéciale de Lyon, à 1 000 francs d’amende et 15 mois d’emprisonnement pour activités antinationales, refus du S.T.O. et fabrication de fausses cartes d’identité.

## Détention et déportation[17]
- du 14 mars 1943 au 15 octobre 1943 : prison de Saint-Paul, Lyon ;
- du 15 octobre 1943 au 18 avril 1944 : centrale d’Eysses[18] (matricule 2340) ;
- du 18 avril 1944 au 10 mai 1944 : Camp d'internement de Noé[19]
- du 10 mai au 20 mai 1944 : Prison de Saint-Michel (Toulouse)
- du 20 mai 1944 au 15 avril 1945 :  Munich (Allemagne)

### Sources
- Archives départementales du Rhône, cote 3U 2010. Document téléaccessible à l'adresse  http://charles.delestraint.free.fr/an4-11.htm  (Rapport du procureur de la République de Lyon, du 23 juillet 1943, adressé au procureur général à Lyon, concernant les faits établis à partir des arrestations de mars 1943).
- Alex BOUTIN, Extrait du film "Sur les pas de Jean Moulin", Seconde arrestation le 15 mars 1943 à Lyon. Témoignage filmé de Serge Ravanel. Février 2009, Ministère de l'Intérieur – DICOM. Document téléaccessible à l’adresse http://museedelaresistanceenligne.org/media1179-Seconde-arrestation-le-15-mars-1943-A.
- Lucie AUBRAC, Ils partiront dans l’ivresse, Paris, Seuil, 1984, p. 9.
- archives nationales côte BB/18/7065, 2 BL 4063/3, n0 99
- François BÉDARIDA, « Chapitre deux : mars-mai 1943. La première arrestation de Raymond Aubrac (première partie) ». Libération, Spécial Aubrac. 09/07/1997. Article téléaccessible à l’adresse suivante : http://www.liberation.fr/societe/1997/07/09/special-aubrac-chapitre-deux-mars-mai-1943_211253
- Service historique de la Défense – dossiers administratifs de résistants – Dossiers individuels / Résistance - côte GR 16 P /153247- CURTIL (DIR).
- Archives privées Curtil
- Mémoire de la déportation dans l'Ain (1939-1945) - site téléaccessible à l'adresse suivante : http://www.memoire-deportation-ain.fr/la-r%C3%A9sistance-arm%C3%A9e.aspx
- Henri NOGUÈRES, Histoire de la Résistance en France de 1940 à 1945, T.III, Genève, Crémille et Famot, 1982.
- Serge RAVANEL, L’esprit de résistance, Paris, Seuil, 1995, p. 101.
- Olivier WIEVIORKA, « Daniel Cordier, Résistant, biographe de Jean Moulin. “en tant que camarades des Aubrac, je souhaiterais qu’ils s’expliquent”», Libération, le 8 avril 1997. Article téléaccessible à l’adresse : http://next.liberation.fr/culture/1997/04/08/daniel-cordier-resistant-biographe-de-jean-moulinen-tant-que-camarade-des-aubrac-je-souhaiterais-qu-_203288